# Frankfurter Brüche
Frankfurter Brüche (offiziell Frankfurter Brüche SE von Rödelsee, auch Alter Steinbruch am Schwanberg bei Rödelsee) ist ein Naturschutzgebiet und Geotop in der Gemarkung von Rödelsee im unterfränkischen Landkreis Kitzingen.

## Geografische Lage
Zwischen Rödelsee und der Steigerwalderhebung Schwanberg an einem Wanderweg sind die Steinbrüche zu finden. Die Brüche liegen im äußersten Südosten der Gemarkung von Rödelsee. Weiter südlich beginnt das Gebiet der Stadt Iphofen. Östlich, weiter bergaufwärts, ist der Ortsteil Schwanberg auf dem gleichnamigen Berg zu finden. Weiter im Westen ist der Berg von Weinbergen besetzt. Das Geotop ist Teil des Naturschutzgebiets Halbtrockenrasen am Schwanberg.

## Beschreibung
Im oberen Teil der Aufschlusswand präsentieren sich an den Steinbrüchen graue, rote und grüne Ton- und Mergelgesteine der sogenannten Lehrbergschichten. Diese Aufschlüsse sind so typisch für den Steigerwald, dass sie von der Deutschen Stratigraphischen Kommission als „Steigerwald-Formation“ bezeichnet wurden. Innerhalb der Schichten tauchen außerdem immer wieder Bänder aus weißem Fasergips (Berggips) auf. Seltener ist auch Schilfsandstein zu erkennen.

## Erschließung
Die ehemaligen Steinbrüche wurden noch in der ersten Hälfte des 20. Jahrhunderts betrieben. Seinen Namen erhielt das Areal nach dem einstigen Sitz der Betreiberfirma der Steinbrüche, Frankfurt am Main. Inzwischen sind die Brüche teilweise zugewachsen und verfüllt. Allerdings erlauben einige enge Fußwege mindestens in der vegetationsarmen Zeit die Erkundung. Die Brüche wurden schon häufiger als Exkursions-, Forschungs- und Lehrobjekt genutzt.